# Chooz
Chooz, Waals: Tchô, is een dorp in het noorden van Frankrijk. Het ligt aan de Maas, in de pointe de Givet. In een meanderhoofd van de Maas bevindt zich een kerncentrale, de kerncentrale Chooz.

## Geografie

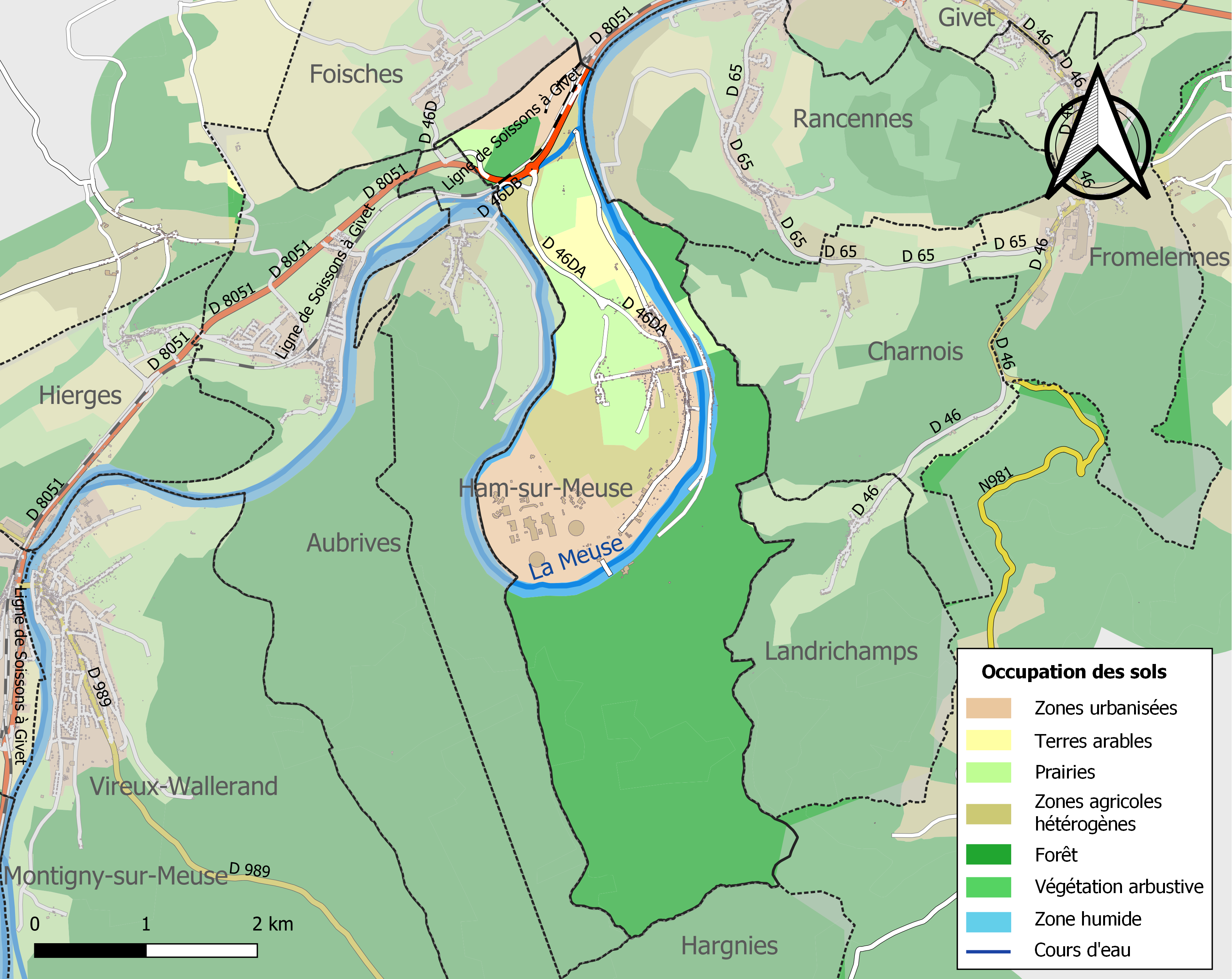
Kaart van de gemeente met de belangrijkste infrastructuur, bodemgebruik en omliggende gemeenten

## Demografie
Onderstaande figuur toont het verloop van het inwonertal, bron: INSEE-tellingen. 

Vanwege een beveiligingsprobleem met de MediaWiki Graph-software is het momenteel niet mogelijk deze grafiek weer te geven. Zodra de software is bijgewerkt zal de grafiek vanzelf weer zichtbaar worden.

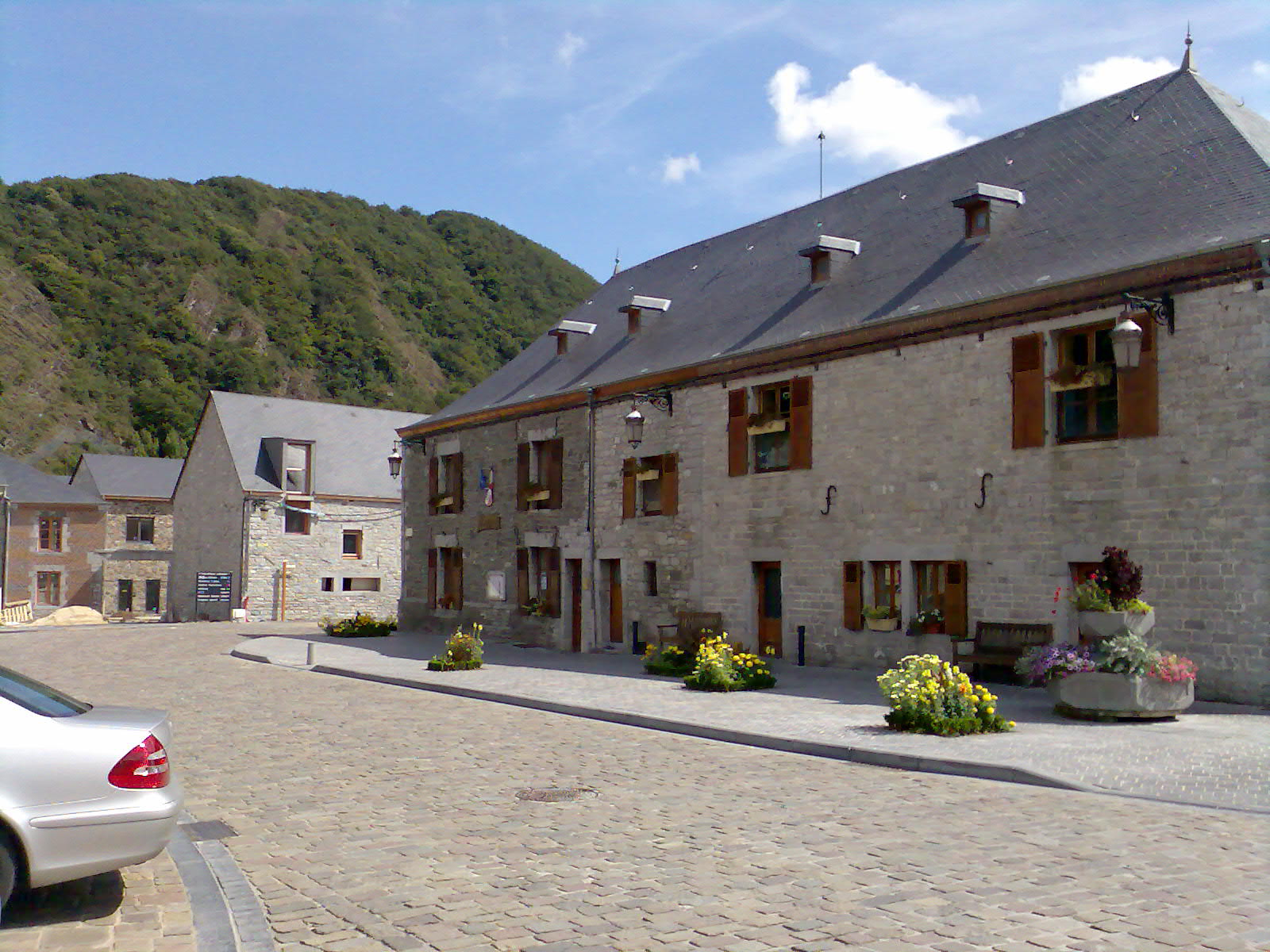
Gemeentehuis
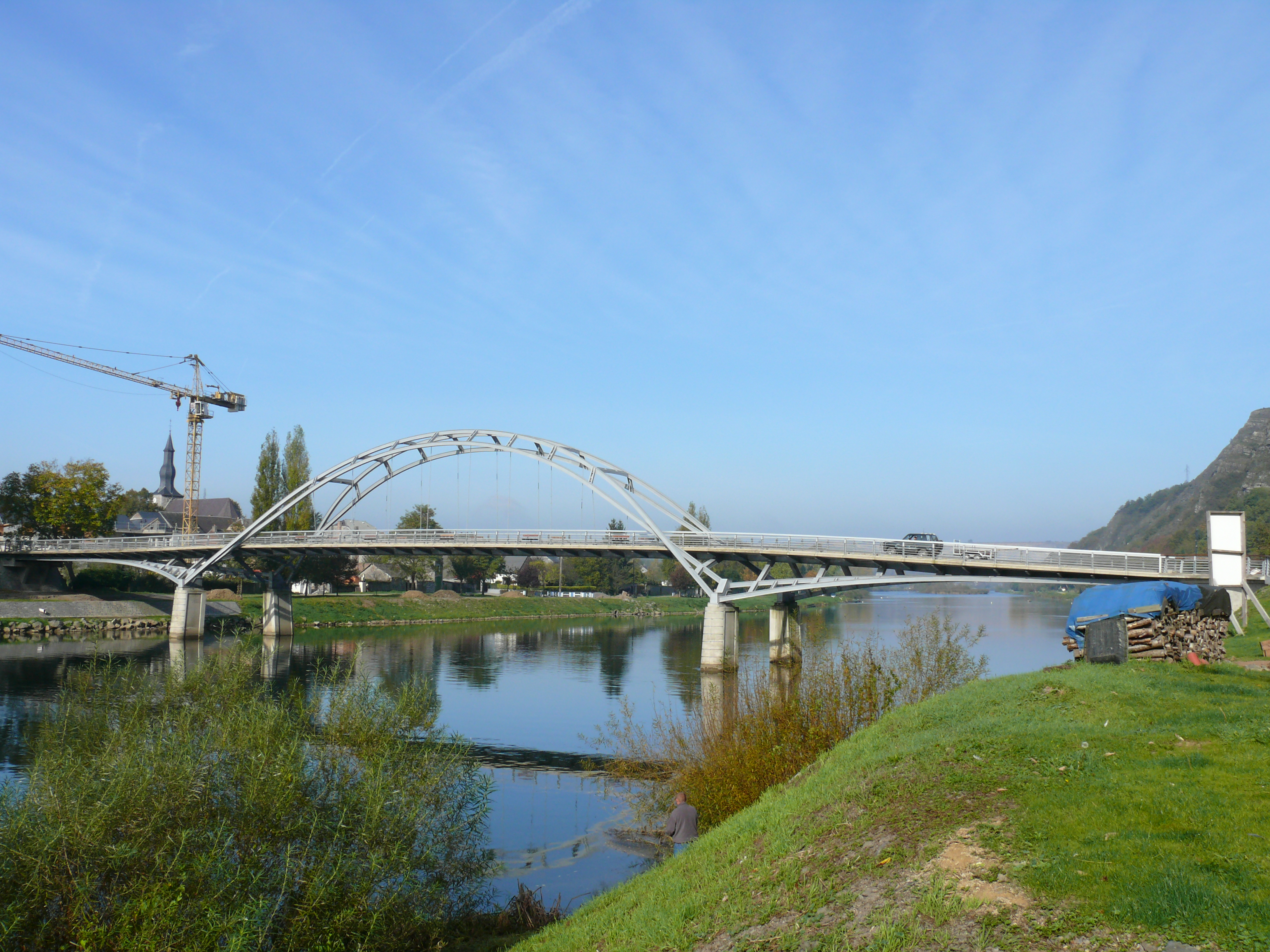
Brug over de Maas
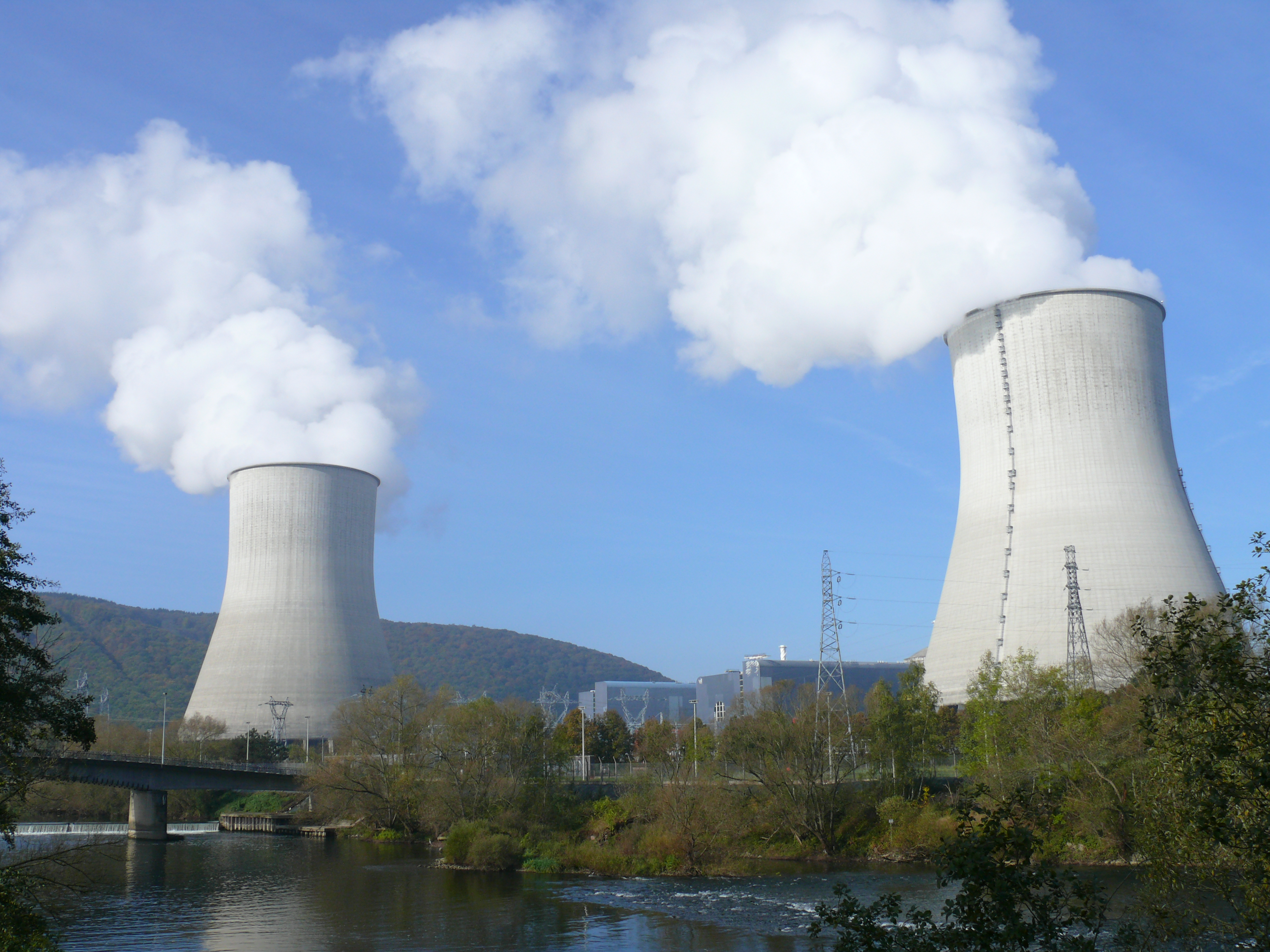
Kerncentrale van Chooz